# Ortnamn i Dalsland
Ortnamn i Dalsland kan, liksom resten av de svenska ortnamnen, delas upp i naturnamn och kulturnamn. Kulturnamnen är ofta bebyggelsenamn med  efterled där bebyggelsen beskrivs, såsom -by i Laxarby och -byn som i Korsbyn. 
Vissa ortnamn är speciella för Dalsland och Värmland. Exempel på detta är namn som har efterleden -rud och -skog. Ortnamnen i Dalsland är, som i alla andra landskap i Sverige, dels osammansatta ortnamn och dels sammansatta. Ett antal dalsländska socknar har enstaviga namn: Holms, Järns, Torps och Örs socknar. Av de sammansatta ortnamnen har de allra flesta två ordled, förled och efterled, som till exempel Lerdal och Vårvik, men det finns också namn med tre ordled, som Köpmannebro.

## Definition av begreppet ortnamn
Ortnamn eller toponymer är namn på geografiska företeelser och ortnamnen kan delas upp i bebyggelsenamn och naturnamn. 
En språkvetenskaplig definition är att "ett ortnamn är ett språkligt uttryck som i en viss namnbrukarkrets är knutet till en bestämd plats".

## Ortnamnskategorier
Alla ortnamn delas upp i två huvudkategorier: naturnamn och kulturnamn. Kulturnamnen kan indelas tre kategorier: ägonamn, bebyggelsenamn och namn på artefakter. 
Naturnamn är namn på vattendrag, sjöar, skogar o.s.v. Ägonamn är namn på mark som används för jordbruk och boskapsskötsel, till exempel åkrar, ängar och hagar. Bebyggelsenamn är namn på tätorter, byar, gårdar, bygder med mera. Artefaktnamn är namn på broar, hamnar, gruvor, gravhögar m.m. Bebyggelsenamn kan vara primära eller sekundära. Primära bebyggelsenamn avser bebyggelse redan från början, till exempel de som slutar på -by eller -byn (som Steneby och Högsbyn).  
Sekundära bebyggelsenamn har inte från början betecknat bebyggelse, utan har ursprungligen varit naturnamn, ägonamn eller artefaktnamn. Exempel på sådana ortnamn i Dalsland är Gunnarsnäs, Dingelvik, Vårvik med flera.

## Ortnamnet Åmål
Åmål,  Ømorð 1312, har fått sitt förled av en å som rinner genom staden och efterledet kommer av fornsvenska mordher, en sidoform av mardher, som bland annat ingår i namnet Kolmården. Ordet mordher är släkt med det gotländska dialektordet 
mord, som betyder 'grovt grus'. Efterledet -mål kan därför syfta på grusig, sandig eller stenig mark.

## Typiska ortnamnsefterled och ortnamnsändelser i Dalsland

### Ortnamnsefterled som betecknar bebyggelse

bol

landa

säter

- -bo är en förkortning av ett tidigare  -boda. Efterledet kan syfta på slåtterbodar jaktbodar, fiskebodar m.m.[8] I Dalsland är  -bo vanligtvis namn på mindre bebyggelser, som ofta har tillkommit sent.[9] Exempel: Borrebo, Järbo, Kabbo, Kollsbo och Rösebo.
- -bol har bildats till verbet  bo och betyder 'boplats, gård, nybygge' har bildats från medeltiden till nyare tid.[10] I Dalsland finns ganska många platser med efterledet -bol. De allra flesta av dessa platser var ursprungligen torp, tomter, utjordar m.m.[11] Exempel på -bol: Håbol, Yllingebol och Årbol.
- -by i de två sockennamnen Laxarby och Steneby kommer av bygd: Laxarbygda sokn, 1457 och Stenabygdh, 1330-talet. I namnet Laxarby innebär -by 'bygd, trakt' eller 'nybygge'.[12]
- -by, -byn har i Dalsland betytt 'boplats, bosättning' och uppkommit under medeltiden. I Dalsland (och i Värmland) har -by varit beteckning för en enstaka gård. I Dalsland förekommer oftast den bestämda formen -byn. Man räknar med att namn med terrängbeteckande förled och -by som efterled är äldre än namn med ett personnamn som förled, och som ofta har -byn som efterled. Den bestämda formen -byn förekommer ofta i Dalsland, men är ovanlig i de övriga landskapen i Götaland. I Dalsland finns t.ex. Högsbyn, Korsbyn och Tormansbyn.[13]
- -landa syftar på 'land' och har en sydlig och västlig utbredning i Sverige. En del av namnen på -landa finns i Dalsland: Brålanda, Färgelanda, Rännelanda, Rölanda och Tångelanda.[14]
- -mark är en del av namnet på två socknar,  Nössemarks socken och Ärtemarks socken, som båda är delar av gränsområdet Markerna.[15]
- -rud är ett av Dalslands mest typiska efterled. Huvuddelen av de svenska ortnamnen med efterledet -rud finns i Dalsland, Värmland och Västergötland. -rud är besläktat med 'röja' och betecknar 'röjning', vanligtvis i skogsmark. Ortnamnsledet har bildat ortnamn sedan den tidiga medeltiden och framåt. Exempel  på -rud i Dalsland är Björnerud, Dåverud, Kikerud, Skållerud och Upperud.[16] De båda -rud-namnen Mellerud och Håverud är inga äkta -rudnamn. Namnet Mellerud kommer av Mellom Radho, 1565,[17] och namnet Håverud är oklart. Där kan -rud vara en sen nybildning efter andra dalsländska ortnamn.[18]
- -skog betyder 'skogsbygd' och finns som efterled i ett antal sockennamn i Dalslands skogsbygder (i Tössbo och Vedbo härad), liksom även i Värmland.[19] I de två skogrika häradena finns socknarna Dalskog (som ligger Nordals härad), Edsleskog, Fröskog, Tisselskog och Torrskog. En del av namnen är belagda sedan 1300-talet och de övriga från 1500-talet.[20]
- -stad förekommer i Dalsland, liksom i övriga Götaland liksom i Värmland. I Svealand, i östra Norrland och i Jämtland har efterledet förkortats till -sta.  Den ursprungliga betydelsen av -stad kan ha varit 'areal, plats', och kanske 'boplats, gård'.  I Dalsland finns de fyra socknarna Bolstad, Erikstad, Gestad och Grinstad i Sundals härad. Övriga –stadnamn i landskapet är mycket få, t.ex. byn Ringstad.[21]
- -säter betecknar 'utmarksäng'. I Dalsland finns efterledet -säter bland annat i två sockennamn: Gesäter och Högsäter, och det finns också i namn på byar och gårdar, exempelvis Hillingsäter, Tisäter och Vågsäter.[22]
- -torp kan beteckna 'nybygge, utflyttargård'. I Dalsland finns många namn på -torp på Dalboslätten i Sundals härad. Dessutom finns många (och gamla) -torpnamn i de västliga socknar som gränsar mot Bohuslän. I de övriga delarna av landskapet är dessa namn däremot sällsynta. Exempel på -torpnamn i Dalsland är Bästorp, Markustorp och Åntorp. I större delen av landskapet saknas äldre namn på -torp.[23] I stället finns det en mängd -rud-namn, och dessa motsvarar då de syd- och mellansvenska -torp-namnen.

### Ortnamnsefterled som betecknar höjder och/eller skogar
- -fjäll, -fjället betyder i Dalsland ungefär 'höglänt, ofta kuperad och länge obebyggd och väglös vildmark'.[24] Exempel: Häcklefjäll, Kroppefjäll, Brudefjället, Kölefjället och Märrefjället.

### Ortnamnsefterled som betecknar vattendrag
- -älven betecknar i Dalsland åar och även bäckar. Exempel: Bodaneälven, Lerdalsälven, Teåkersälven, Upperudsälven, Örekilsälven och Översideälven.

### Ortnamnsändelser
- -ane är en typisk pluraländelse, bestämd form, dativ i Dalsland. Den är en kvarleva från äldre tid, då dativ var vanligt förekommande. Exempel från Dalsland: Bodane, Forsane och Ryrane.[25]

### Namn på bruk
- -fors ingår i namnet på några bruksorter i Dalsland. Dessa orter måste, innan det fanns elektricitet, vara belägna nära kraftigt strömmande vatten för att få energi. I Dalsland finns ett stort antal vattendrag som på många ställen bildar forsar, där järnbruk eller pappersbruk kunde uppstå. Exempel på  bruksorter i Dalsland med efterledet -fors är Billingsfors, Bäckefors, Fengersfors, Gustavsfors och Rådanefors. Billingsfors bruk grundades 1738 av Nils Kock, när denne hade fått tillstånd att upprätta ett manufakturverk för järnhantering. Vid bruket drevs järnmanufakturverk med tillhörande ämnesjärnssmide. Här fanns på 1740-talet också ett litet lumppappersbruk. På 1800-talet lades järnbruksrörelsen ner på grund av vikande konjunkturer.[26] Bäckefors bruk anlades 1767 av Leonard Magnus Uggla. Han anlade en råstålshammare för tillverkning av råstål från tackjärn.[27] Efter en brand 1918 lades järnbruksverksamheten ned.[28] Fengersfors hette från början Lisefors och anlades i slutet av 1700-talet. Det lades ner 1882 och blev sedan träsliperi. Norrmannen Johan Fenger-Krog tog vid 1800-talets slut över Lisefors bruk och ändrade dess namn till Fengersfors.[28][29] Gustavsfors bruk grundades 1747 av bröderna Nils och Jöns Koch. Vid bruket tillverkades brännstål i stålugnar under 1700-talet. År 1872 lades järntillverkningen ner.[28] Rådanefors järnbruk anlades av Jöns Koch på 1730-talet som ett bruk för ämnesjärnssmide. Smidesverksamheten pågick till 1874, då smidet lades ner.[28]